# Tyrese Gibson
Tyrese Darnell Gibson (Los Angeles, 30 december 1978) is een Amerikaans acteur, zanger, rapper en voormalig kledingmodel.

## Carrière
Gibson bracht in 1998 zijn eerste album uit, getiteld Tyrese, die platina werd. Na gastrollen in verschillende televisieseries, maakte hij in 2001 zijn filmdebuut als Joseph Summers in Baby Boy.
Gibson trouwde in december 2007 met Norma Mitchell, met wie hij een half jaar daarvoor een dochter had gekregen. Hun huwelijk liep in 2009 stuk.

## Filmografie
*Exclusief televisiefilms
- Fast X (2023) - Roman Pearce
- Morbius (2022) - Simon Stroud
- F9 (2021) - Roman Pearce
- The Christmas Chronicles 2 (2020) - Bob
- Black and Blue (2019) - Mouse
- The Fate of the Furious (2017) - Roman Pearce
- Star (2017) - Pastor Harris
- Furious 7 (2015) - Roman Pearce
- Black Nativity (2013) - Tyson
- Fast & Furious 6 (2013) - Roman Pearce
- Transformers: Dark of the Moon (2011) - Sergeant Epps
- Fast Five (2011) - Roman Pearce
- Legion (2010) - Kyle Williams
- Transformers: Revenge of the Fallen (2009) - Sergeant Epps
- Death Race (2008) - Machine Gun Joe
- The Take (2007) - Adell Baldwin
- Transformers (2007) - Sergeant Epps
- Waist Deep (2006) - O2
- Annapolis (2006) - Cole
- Four Brothers (2005) - Angel Mercer
- Flight of the Phoenix (2004) - A.J.
- 2 Fast 2 Furious (2003) - Roman Pearce
- Baby Boy (2001) - Joseph "Jody" Summers

## Muziekalbums
- Tyrese (1998, r&b)
- 2000 Watts (2001, r&b)
- I Wanna Go There (2002, r&b)
- Alter Ego (2006, dubbelalbum - één helft r&b, één helft rap)
- Open Invitation (2011, r&b)
- Black Rose (2015)

## Videoclip
- Telephone (2010, als Beyoncés vriendje)